# 藤原有実
藤原 有実（ふじわら の ありさね）は、平安時代前期の公卿。藤原北家、中宮大夫・藤原良仁の次男。官位は正三位・参議。

## 経歴
左近将監・蔵人を経て、貞観10年（868年）22歳で従五位下に叙爵し、同年に兵部少輔次いで左近衛少将に任ぜられる。清和朝から陽成朝にかけて、蔵人に左近衛少将を兼ね、天皇の身近に仕える一方、貞観16年（874年）従五位上、元慶3年（879年）正五位下と若くして昇進を重ねる。元慶5年（881年）には従四位下・左近衛権中将に蔵人頭を兼ね、翌元慶6年（882年）には従四位上・参議に叙任され、36歳で公卿に列す。清和朝以降の公卿到達時年齢としては、清和天皇の庶兄で後に右大臣に昇る源能有（28歳）、藤原北家嫡流の藤原基経・常行（29歳）に継ぐものであり、諸大夫の子息としては異例の抜擢人事であった。元慶7年（883年）正四位下に昇叙。
しかし、光孝朝以降は昇進が停滞し、仁和4年（888年）正四位上、寛平6年（894年）従三位、延喜3年（903年）正三位と昇叙され、延喜年間中期以降位階の上ではいずれも当時右大臣の官職にあった源光（正二位）あるいは藤原忠平（正三位）に次ぐ地位に昇るが、結局中納言へは昇進は叶わず、陽成・光孝・宇多・醍醐の四朝に亘って30年以上も参議に留まった。議政官として、宇多朝では左近衛中将・太皇太后宮大夫（太皇太后は藤原明子）、醍醐朝では左衛門督等を務めている。
延喜14年（914年）5月12日薨去。享年68。最終官位は参議正三位行陸奥出羽按察使。

## 官歴
注記のないものは『六国史』による。
- 時期不詳：正六位下
- 貞観8年（866年） 正月13日：左近衛将監[2]
- 貞観9年（867年） 正月：蔵人[2]。2月11日：兼讃岐権掾[2]
- 貞観10年（868年） 正月7日：従五位下。日付不詳：兵部少輔[2]。5月26日：左近衛少将[2]
- 貞観11年（869年） 正月16日：次侍従。3月23日：兼加賀守
- 貞観12年（870年） 正月25日：兼讃岐権介
- 貞観15年（873年） 正月12日：兼近江介[2]
- 貞観16年（874年） 正月7日：従五位上[2]
- 元慶2年（878年） 正月11日：兼阿波権介[3]
- 元慶3年（879年） 正月7日：正五位下。8月17日：兼伊予権介[2]
- 元慶5年（881年） 2月14日：従四位下。7月16日：左近衛中将、同日左近衛権中将[2]。10月：蔵人頭[2]
- 元慶6年（882年） 正月7日：従四位上。2月3日：参議、左中将伊予権介如元
- 元慶7年（883年） 正月7日：正四位下
- 元慶8年（885年） 2月20日：兼肥後権守
- 仁和2年（886年） 正月16日：兼近江権守
- 仁和4年（888年） 11月25日：正四位上[2]
- 寛平4年（892年） 正月11日：太皇太后宮大夫[2]
- 寛平6年（894年） 正月7日：従三位[2]
- 寛平8年（896年） 正月26日：近江権守[2]
- 寛平9年（897年） 正月25日：兼按察使、辞太皇太后宮大夫[2]。6月19日：兼左衛門督、辞按察使[2]
- 昌泰2年（899年） 日付不詳：兼備中守?[2]
- 延喜3年（903年） 正月7日：正三位[2]
- 延喜6年（906年） 正月11日：兼伊予守[2]
- 延喜11年（911年） 正月13日：兼近江守[2]
- 延喜13年（913年） 4月15日：兼按察使、辞左衛門督[2]
- 延喜14年（914年） 5月12日：薨去[4]（参議正三位行陸奥出羽按察使）

## 系譜
『尊卑分脈』による。
- 父：藤原良仁
- 母：藤原浜主の娘
- 妻：藤原有貞の娘
  - 男子：藤原行能 - 周防守
  - 男子：藤原当門
  - 男子：藤原近光
- 生母不詳の子女
  - 男子：藤原保家
  - 男子：藤原当国
  - 男子：藤原師保
  - 女子：藤原定国室
  - 女子：藤原保子 - 宇多天皇更衣